# Acıgöl-Nevşehir
Acıgöl-Nevşehir (1 689 m n. m.) je pleistocenní sopečná kaldera mezi městy Acıgöl a Nevşehir ve střední Anatolii v Turecku. Má oválný tvar s rozměry 7 x 8 km. Kaldera vznikla přibližně před 180 000 roky. Její okraje jsou poseté početnými dómy, maary, troskovými kužely a čedičovými lávovými proudy. Nejmladší dómy jsou datovány do doby před 20 000 až 15 000 roky. Ještě mladší jsou škvárové vrstvy (11 000 – 4 000 roků), které se našly v sedimentárních jádrech maaru Eski Acıgöl a vrstvy popela, které leží nad nalezišti z doby římské (2 300 až 1 800 př. n. l.).